# Victor Matthews, Baron Matthews

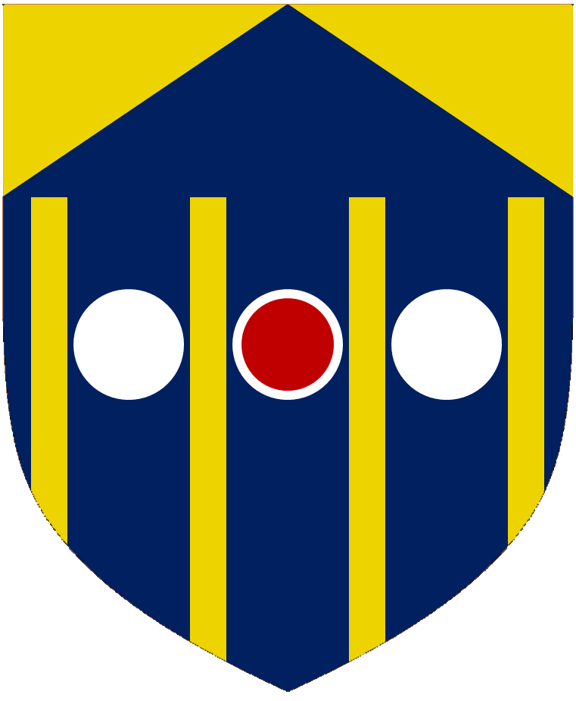
Wappen

Victor Collin „Whelks“ Matthews, Baron Matthews FIOB FRSA (Geburtsname: Victor Collin Cohen; * 5. Dezember 1919 in Islington, London; † 5. Dezember 1995 in Saint Brélade, Jersey) war ein britischer Wirtschaftsmanager, Unternehmer und Zeitungsverleger, der 1980 als Life Peer aufgrund des Life Peerages Act 1958 Mitglied des House of Lords wurde.

## Leben

### Aufstieg zum CEO von Trafalgar House
Matthews, der als Halbwaise aufwuchs, begann nach dem Besuch der Grundschule eine berufliche Tätigkeit als Bürogehilfe in einer Tabakfabrik und besuchte daneben die Abendschule. Während des Zweiten Weltkrieges leistete er zwischen 1939 und 1945 als Matrose seinen Militärdienst in der Royal Navy und nahm unter anderem im Mai und Juni 1940 an der Schlacht von Dünkirchen teil. Nach Kriegsende wurde Matthews 1945 Mitarbeiter des Bauunternehmens Trollope & Colls und stieg dort zum Vertragsmanager auf. 1955 wechselte er als Direktor zum Bauunternehmen Clark and Fenn, verließ dieses aber 1960, nachdem er vorzeitig aus einem Familienurlaub zurückkehren sollte. Im Anschluss machte er sich selbständig durch den Kauf des kleinen Bauunternehmens Bridge Walker, dessen Betriebswert er innerhalb von vier Jahren bis 1964 auf 2 Millionen Pfund Sterling verachtfachte.
1968 wurde Matthews Geschäftsführender Direktor des 1963 von Nigel Broackes gegründeten Bauunternehmens Trafalgar House, das 1964 einen 49-Prozent-Anteil an Bridge Walker gekauft hatte, und bekleidete diese Funktion bis 1977. Zusammen mit dem Firmengründer Broackes baute er dieses Unternehmen in den folgenden Jahren als Trafalgar House Public Limited Company in einen Mischkonzern mit den Geschäftsfeldern Immobilieninvestitionen und -entwicklung, Ingenieurdienstleistung, Bauunternehmung, Schiffbau, Hotels, Energie und Verlagswesen aus. Zugleich fungierte er zwischen 1973 und 1985 auch als stellvertretender Vorstandsvorsitzender sowie von 1977 bis 1983 als Chief Executive Officer (CEO) der Unternehmensgruppe Trafalgar House. 1969 übernahm die Unternehmensgruppe unter anderem auch seinen ersten Arbeitgeber Trollope & Colls, der 1972 den Stock Exchange Tower baute.
Neben diesen Tätigkeiten war Matthews von 1971 bis 1983 auch Vorstandsvorsitzender der von Trafalgar House gekauften Reederei Cunard Line sowie zwischen 1976 und 1983 auch Vorstandsvorsitzender des ebenfalls von diesen gekauften Ritz Hotel London.

### Zeitungsverleger und Oberhausmitglied
Nach dem Kauf der von Max Aitken, 1. Baron Beaverbrook gegründeten Express Newspapers plc durch die Unternehmensgruppe Trafalgar House war Matthews zwischen 1977 und 1985 auch Vorstandsvorsitzender sowie zugleich von 1977 bis 1982 Chief Executive Officer dieses Zeitungsverlages. Darüber hinaus war er von 1978 bis 1982 Vorstandsvorsitzender des Zeitungsverlages und Eigentümerin der Express-Zeitungsgruppe Fleet Publishing International Holdings Ltd sowie im Anschluss zwischen 1982 und 1985 Vorstandsvorsitzender des daraus hervorgegangenen Unternehmens Fleet Holdings. 1978 nutzte er freie Druckkapazitäten in Manchester, um mit dem am 2. November 1978 erstmals erschienenen Daily Star die erste neuentstandene Boulevardzeitung seit 1914 herauszugeben. 
Matthews war ein überzeugter Anhänger des von Premierministerin Margaret Thatcher eingeführten Thatcherismus und galt als einer der größten Einzelspender an die Conservative Party. Durch ein Letters Patent vom 22. Juli 1980 wurde Matthews aufgrund des Life Peerages Act 1958 als Life Peer mit dem Titel Baron Matthews, of Southgate in the London Borough of Enfield, in den Adelsstand erhoben und gehörte bis zu seinem Tod dem House of Lords als Mitglied an. 
Seine offizielle Einführung ins House of Lords erfolgte am 23. Juli 1980 mit Unterstützung durch David Allan Bethell, 5. Baron Westbury und George Brown, Baron George-Brown.
Allerdings scheiterte Matthews zu Beginn der 1980er Jahre bei zwei Übernahmeversuchen: Zum einen übernahm der australische Unternehmer Robert Holmes à Court statt Trafalgar House von Lew Grade, Baron Grade die Associated Communications Corporation, sowie schließlich 1985 als die Fleet Holdings Group selbst von David Stevens übernommen wurde. Zu diesem Zeitpunkt hatte sich der Unternehmenswert auf 300 Millionen Pfund Sterling vervielfacht, was insbesondere an den Anteilen an der Nachrichtenagentur Reuters lag. Matthews eigene Aktienanteile betrugen zu diesem Zeitpunkt 8 Millionen Pfund Sterling.